# Oligembia brevicauda
Oligembia brevicauda is een insectensoort uit de familie Teratembiidae, die tot de orde webspinners (Embioptera) behoort. De soort komt voor in de Maagdeneilanden.
Oligembia brevicauda is voor het eerst wetenschappelijk beschreven door Ross in 1940.